# Dansbandsnatt
Dansbandsnatt är ett musikalbum av det svenska dansbandet Torgny Melins utgivet den 27 januari 2010. Flera av låtarna på albumet framfördes av bandet i Dansbandskampen 2009. Tillsammans med Melissa Williams sjunger man också en cover på Orups och Lena Philipssons "Fem minuter i himmelen" från 2008, som i original trots artisterna har starka inslag av dansbandslåt.

## Låtlista
| Nr  | Titel                                               | Låtskrivare                                              | Längd |
| --- | --------------------------------------------------- | -------------------------------------------------------- | ----- |
| 1.  | Boten Anna                                          | Jonas Altberg                                            |       |
| 2.  | Dansbandsnatt                                       | Anders Larsson, Daniel Lindroth                          |       |
| 3.  | Gummiboll ("Rubber Ball") (duett med Lill-Babs)     | Arne Orlowski, Aaron Schroeder, Stikkan Anderson         |       |
| 4.  | 800 grader                                          | Joakim Thåström, Lennart Eriksson, Gunnar Ljungstedt     |       |
| 5.  | Fem minuter i himmelen (duett med Melissa Williams) | Thomas "Orup" Eriksson, Lena Philipsson                  |       |
| 6.  | Om och om igen                                      | Benny Andersson, Björn Ulvaeus                           |       |
| 7.  | Vad var det jag sa                                  | Hans Bäckström, Kent Liljefjäll                          |       |
| 8.  | Poison                                              | Desmond Child, Alice Cooper, John McCurry                |       |
| 9.  | Sommaren är din, Maria                              | Björn Johansson, Peter Klaman                            |       |
| 10. | Viva la vida                                        | Guy Berryman, John Buckland, Will Champion, Chris Martin |       |
| 11. | Ge mig ett svar när jag ringer                      | Thomas Deutgen, Lars Blomkvist                           |       |
| 12. | En ny romans                                        | Gustav Mårtensson, Viktor Skoog                          |       |
| 13. | Bortom allt                                         | Thomas G:sson                                            |       |
| 14. | Snart är det lördag igen                            | Torgny Melins                                            |       |
| 15. | Kom igen Lena                                       | Håkan Hellström                                          |       |

## Listplaceringar
| Lista (2010) | Topplacering |
| ------------ | ------------ |
| Sverige      | 2            |

### Fotnoter
1. ↑  Dansbandsbloggen 27 januari 2010 - Melissa i studion med Torgny Melins
2. ↑  Placering på den svenska albumlistan Arkiverad 14 maj 2017 hämtat från the Wayback Machine.